# 梓夕子
梓 夕子（あずさ ゆうこ 本名：渡部 伸子（わたなべ のぶこ））は、日本の演歌歌手。愛知県高浜市出身。愛知学院大学・文学部心理学科卒業。血液型はO型。趣味は読書、スポーツ、護身術。

## 経歴
- 小中学生時代より様々な歌謡コンテストに出演。高校・大学時代はテレビやラジオ局が主催するカラオケコンテストに出場していた[注釈 1]。

- 1985年から1987年にかけて、中京テレビ「たかじんの明日パラHOUSE」のリポーターとして2年間出演[注釈 1]。

- 1991年4月21日、リバスター音産より「夜の浮草」でデビュー。翌年1992年3月、リバスター音産・新人奨励賞を受賞[2]。

- 1993年、日本エンカフォンレコードに移籍。同年2月25日、移籍後初のシングル「日本海ひとり旅」をリリース[2]。

- 2008年、徳間ジャパンコミュニケーションズに移籍。同年6月4日、移籍後初のシングル「露地しぐれ」をリリース[2]。「日本海ひとり旅」以来15年振りのシングルとなった。

## ディスコグラフィ

### シングル
- 1：リバスター、2：日本エンカフォン、3〜：徳間ジャパン

| #  | 発売日         | 曲順 | タイトル                           | 作詞           | 作曲       | 編曲       | 規格品番   |
| -- | -------------- | ---- | ---------------------------------- | -------------- | ---------- | ---------- | ---------- |
| 1  | 1991年 4月21日 | 01   | 夜の浮草                           | 飛鳥井芳朗     | 佐義達雄   | 庄司龍     | RVDI-10018 |
| 1  | 1991年 4月21日 | 02   | ゆうこの出番だよ                   | 月影沙織       | 尾崎はるみ | 庄司龍     | RVDI-10018 |
| 2  | 1993年 2月25日 | 01   | 日本海ひとり旅                     | あかぎてるや   | 弦哲也     | 前田俊明   | NEDI-00001 |
| 2  | 1993年 2月25日 | 02   | どんたく博多っ娘                   | 白井九州男     | 弦哲也     | 前田俊明   | NEDI-00001 |
| 3  | 2008年 6月4日  | 01   | 露地しぐれ                         | 木下龍太郎     | 宮下健治   | 池多孝春   | TKCA-90274 |
| 3  | 2008年 6月4日  | 02   | 人生ぼちぼち節                     | 木下龍太郎     | 宮下健治   | 池多孝春   | TKCA-90274 |
| 4  | 2010年 1月13日 | 01   | おんなの長良川                     | たきのえいじ   | 宮下健治   | 伊戸のりお | TKCA-90362 |
| 4  | 2010年 1月13日 | 02   | 女と男の縄のれん                   | たきのえいじ   | 宮下健治   | 伊戸のりお | TKCA-90362 |
| 5  | 2011年 11月2日 | 01   | 心に愛を…                          | ひのき蓮       | 宮下健治   | 伊戸のりお | TKCA-90457 |
| 5  | 2011年 11月2日 | 02   | 春夏秋冬まつり唄                   | 高橋直人       | 宮下健治   | 伊戸のりお | TKCA-90457 |
| 6  | 2013年 7月3日  | 01   | 春待坂                             | 峰崎林二郎     | 宮下健治   | 丸山雅仁   | TKCA-90549 |
| 6  | 2013年 7月3日  | 02   | 人生お宝節                         | 峰崎林二郎     | 宮下健治   | 丸山雅仁   | TKCA-90549 |
| 7  | 2015年 6月10日 | 01   | おかえり…ただいま                  | 峰崎林二郎     | 宮下健治   | 伊戸のりお | TKCA-90698 |
| 7  | 2015年 6月10日 | 02   | 心に愛を… 〜アコースティックVer.〜 | ひのき蓮       | 宮下健治   | 伊戸のりお | TKCA-90698 |
| 8  | 2016年 10月2日 | 01   | 冬恋かなし                         | リーシャウロン | 小田純平   | 矢田部正   | TKCA-90850 |
| 8  | 2016年 10月2日 | 02   | だめな私                           | 下地亜記子     | 宮路オサム | 山口順一郎 | TKCA-90850 |
| 9  | 2018年 9月26日 | 01   | どうしたらいいの!?                 | ひのき蓮       | 桧原さとし | 伊戸のりお | TKCA-91119 |
| 9  | 2018年 9月26日 | 02   | 人生お宝節 (ニューバージョン)      | 峰崎林二郎     | 宮下健治   | 丸山雅仁   | TKCA-91119 |
| 10 | 2021年 8月18日 | 01   | ごめんね〜ありがとう               | 伊藤美和       | 宮下健治   | 伊戸のりお | TKCA-91361 |
| 10 | 2021年 8月18日 | 02   | ロックソーラン節                   | 後藤みゆき     | 坂本健造   | 猪股義周   | TKCA-91361 |

### アルバム
| 発売日         | タイトル                             | 規格品番   |
| -------------- | ------------------------------------ | ---------- |
| 2013年10月23日 | 全曲集〜春待坂〜                     | TKCA-73988 |
| 2015年11月18日 | 全曲集〜おかえり…ただいま〜          | TKCA-74292 |
| 2017年11月22日 | 全曲集〜冬恋かなし〜                 | TKCA-74586 |
| 2019年11月6日  | 全曲集〜どうしたらいいの!?〜         | TKCA-74852 |
| 2022年10月5日  | デビュー30周年アニバーサリーアルバム | TKCA-75116 |

## 出演

### ラジオ
- 梓夕子のモーニング歌謡曲（2010年10月10日 - 、CBCラジオ）※月曜〜木曜[3]